# Skaftafellsjökull
Skaftafellsjökull är en glaciär i republiken Island.  Den ligger i regionen Austurland, i den sydöstra delen av landet. 
Skaftafellsjökull är cirka 12 km lång. Den börjar som två isfall, vardera en kilometer brett och 400 m högt. Det ena går ner mot Vatnajökull, det andra mot vulkanen Öræfajökull. Där de smälter samman ligger en morän. Dess läge indikerar att isfallet från Vatnajökull transporterar två till tre gånger mer is än isfallet från Öræfajökull. Istjockleken på Skaftafellsjökull är i genomsnitt 250 meter.